# Garlock
Garlock (dawniej Eugeneville) – obszar niemunicypalny w Kern County, w Kalifornii (Stany Zjednoczone), na wysokości 661 m.